# الخنن (مذيخرة)

تعديل مصدري - تعديل

الخنن هي إحدى قرى عزلة مذيخرة بمديرية مذيخرة التابعة لمحافظة إب، بلغ تعداد سكانها 82 نسمة حسب تعداد اليمن لعام 2004.